# Ewa Romanowska-Różewicz
Ewa Romanowska-Różewicz, również jako Ewa Różewicz, Ewa Romanowska (ur. 27 października 1949 w Warszawie) – polska montażystka filmowa.
Laureatka Nagrody za montaż filmu Gry uliczne na Festiwalu Polskich Filmów Fabularnych w Gdyni w 1996. Nominowana do News and Documentary Emmy Awards za montaż filmu dokumentalnego The Children of Leningradsky/Dzieci z Leningradzkiego. Członkini Polskiej Akademii Filmowej. W 2016 odznaczona Brązowym Medalem "Zasłużony Kulturze Gloria Artis".

## Wybrana filmografia
jako autorka montażu:
- O rany, nic się nie stało!!! (1987)
- Łagodna (1995)
- Nocne graffiti (1996)
- Gry uliczne (1996)
- Szczęśliwego Nowego Jorku (1997)
- Spona (1998)
- Sezon na leszcza (2000)
- Chopin. Pragnienie miłości (2002)
- Sfora (2002) - serial
- Generał Nil (2009)